# Kranzburg
Kranzburg è un centro abitato (town) degli Stati Uniti d'America, situato nella Contea di Codington nello Stato del Dakota del Sud. La popolazione era di 172 persone al censimento del 2010. Fa parte dell'area micropolitana di Watertown.

## Storia
Kranzburg venne intrecciata nel 1879. Prende questo nome in onore dei quattro fratelli Kranz che vi si stabilirono. Un ufficio postale è stato in funzione a Kranzburg dal 1879.

## Geografia fisica
Kranzburg è situata a 44°53′26″N 96°54′59″W (44.890597, -96.916470).
Secondo lo United States Census Bureau, ha un'area totale di 0,76 miglia quadrate (1,97 km²).

## Società

### Evoluzione demografica
Secondo il censimento del 2010, c'erano 172 persone.

### Etnie e minoranze straniere
Secondo il censimento del 2010, la composizione etnica della città era formata dal 99,4% di bianchi e lo 0,6% di altre razze. Ispanici o latinos di qualunque razza erano lo 0,6% della popolazione.